# João Fernandes Andeiro
João Fernandes Andeiro: (c. 1320 - Lisboa, 6 de Dezembro de 1383, 2.º Conde de Ourém, foi um fidalgo galego natural da vila da Corunha (Andeiro-Cambre), no Reino da Galiza, donde veio para o Reino de Portugal com o intento de vingar o fratricídio que el-rei D. Henrique II de Castela fez a el-rei D. Pedro I, o Cruel, do mesmo Reino, e que teve um papel de muito relevo nos acontecimentos políticos portugueses no último quartel do século XIV e ficou conhecido por Conde Andeiro.

## Biografia

### Origens
Talvez fosse filho do Fernão Rodrigues Andeiro a quem D. Fernando I deu a 17 de Outubro de 1374 todas as herdades de pão e vinho que na Moita tinha Pedro da Capela, Tabelião de Atouguia.

### Passagem a Portugal
Quando D. Henrique, "o Bastardo", matou seu irmão, D. Pedro I de Castela, na Batalha de Montiel, a 14 de Março de 1369, e lhe sucedeu no trono como D. Henrique II, alienou, pelo seu crime, os ânimos de numerosos fidalgos castelhanos que, lançando os olhos em torno de si, não viram quem os pudesse ajudar senão o Rei D. Fernando I de Portugal. Muitos refugiaram-se no Reino de Portugal e falaram à ambição do monarca, mostrando-lhe como seria fácil de conquistar a Coroa de Castela e, dizendo-lhe que ninguém como ele tinha tantos direitos a cingi-la porque, por sua avó D. Beatriz, era bisneto de D. Sancho IV de Castela e, por sua mãe D. Constança Manuel, bisneto também de D. Fernando III de Castela. Acrescentavam que muitas cidades e numerosos fidalgos tomariam o seu partido, o que realmente sucedeu. Ajustadas alianças, passou D. Fernando I à Galiza, a fim de receber preito e homenagem das cidades e vilas que haviam tomado voz por ele; e, quando se encaminhava para A Corunha, saiu a recebê-lo João Fernandes Andeiro. Porém, quando D. Henrique II veio ao seu encontro, o Rei português meteu-se a bordo duma das galés da sua esquadra, saiu imediatamente da Corunha e veio desembarcar no Porto. A guerra, desastrosa para D. Fernando I, terminou em 31 de Março de 1371 com as Pazes de Alcoutim, para se reacender mais tarde, graças a uma circunstância que lhe pintaram como favorável. Como recompensa pela sua fidelidade, a 31 de Julho de 1369 teve os direitos reais da Charneca, no termo de Lisboa. Em 1371 parte para Inglaterra, onde foi Embaixador de el-rei D. Fernando I e se torna um homem de confiança do Duque de Lencastre.

### Primeira Embaixada a Inglaterra
Um dos filhos de Eduardo III de Inglaterra, o 1.º Duque de Lencastre João de Gante, casara segunda vez com D. Constança, filha de D. Pedro I de Castela, e entendia, por isso, ter direito à Coroa que D. Henrique II cingia. Em 1369, quando D. Pedro I fora assassinado em Montiel, não pudera o Duque de Lencastre fazer valer as suas pretensões porque, estando já em perigo de morte seu irmão mais velho, Eduardo, o Príncipe Negro, confiara-lhe seu pai, Eduardo III, o comando das tropas inglesas na guerra contra a França. Agora, liberto dos cuidados dessa campanha, decidiu o Duque vir à Península conquistar um trono. Parece que os fidalgos castelhanos que andavam na Corte inglesa lhe aconselharam uma aliança com o Rei de Portugal. Entre eles estava João Fernandes Andeiro, que o Duque mandou a Lisboa para tratar com D. Fernando I desse negócio em Julho de 1372, na companhia dum outro Embaixador do Duque, o Escudeiro Roger Hoor, mas tendo-se encontrado perto de Braga. Deste encontro resultou o Tratado de Tagilde. Decidiu-se o português a uma segunda campanha, que foi infelicíssima e terminou pela vergonhosa Paz de Santarém a 19 de Março de 1373.
Estas pazes, arrojando para fora de Portugal um grande número de petristas, fizeram com que João Fernandes Andeiro regressasse para a Corte do velho Eduardo III. Era o fidalgo galego muito bem visto na Corte inglesa, principalmente pelos filhos do Rei, o Duque de Clarence, o Duque de Lencastre, o Duque de Iorque e o Duque de Gloucester. Por intermédio dele, continuaram as negociações entre D. Fernando I e o Duque de Lencastre. Em 1377, pouco tempo depois de o Príncipe Negro haver falecido após uma longa enfermidade, morreu Eduardo III. Sucedeu-lhe seu neto Ricardo II de Inglaterra, o filho do Príncipe Negro, muito novo ainda, e que, por isso, se deixou governar pelos tios.

### Ligação com a Rainha
Podendo dispôr então mais à vontade dos recursos de Inglaterra, pensou o Duque de Lencastre em renovar as suas negociações com o soberano português. Assim, João Fernandes Andeiro veio, secretamente, a Portugal, em 1380, a fim de combinar as cláusulas do novo Tratado de Aliança que estava a ser negociado desde 1373. Recebeu-o D. Fernando I, em Estremoz, tão ocultamente que só o Rei e D. Leonor Teles sabiam da estada do fidalgo galego em terras portuguesas. O soberano, diz Fernão Lopes, teve-o escondido em uma câmara de uma grande torre que há no castelo daquele lugar, onde el-rei costumava de ter com a rainha para a sesta, para quando lá fosse de dia poder com ele mais encobertamente falar tudo que lhe aprouvesse; e, depois que todos se iam, vinha João Fernandes de outra casa que há na torre, e falava com ele, presente a rainha, quaisquer coisas que lhe cumpria; e algumas vezes, se saía el-rei depois que dormia, e ficava a rainha só, e falavam no que lhe era mais aprazível, sabendo-o porém el-rei, e não havendo nenhuma suspeita, como homem de são coração; e por tais falas e estadas amiúde, houve João Fernandes com ela tal afeição, que alguns que disso parte sabiam cuidavam deles não boa suspeita, e cada um se calava no que presumia, vendo que de tais pessoas e em tal coisa não cumpria a nenhum falar; e foi esta afeição de ambos tão grande, que tudo o que se depois seguiu, que adiante ouvireis, de aqui houve seu primeiro começo.

### Segunda Embaixada a Inglaterra
Terminado o negócio diplomático de que se incumbira, João Fernandes partiu escondidamente para Leiria e, logo que ali chegou, segundo a combinação que fizera com o Rei, apresentou-se abertamente. Comunicaram logo o caso a D. Fernando I, que aparentou grande indignação e o mandou prender e embarcar a bordo dum barco que partia para Inglaterra, com ordem de nunca mais pôr pé em Portugal. Este procedimento havia sido previamente combinado entre os dois, e preparado para que Andeiro pudesse fazer saber ao Duque de Lencastre a resposta de D. Fernando I.
Em 1381 desembarcaram em Portugal tropas inglesas comandadas pelo 1.º Duque de Iorque Edmundo de Langley, casado com D. Isabel, filha de D. Pedro I de Castela, e Andeiro acompanhou-as. Chegaram então ao auge os amores de D. Leonor Teles com João Fernandes Andeiro. D. Fernando I, na sua cegueira, e nada sabendo recusar à Rainha, encheu de honras o fidalgo galego, e deu-lhe terras e riquezas, com grande indignação dos fidalgos portugueses, fazendo-o, em Portugal, 1.º Senhor de Juro e Herdade do Rabaçal, de Alvaiázere e de Figueiredo de Sequins a 3 de Outubro de 1381 e em 1382 2.º Conde de Ourém. Ignora-se a data da concessão do título, nem ela consta da Chancelaria de D. Fernando I, mas é positivo que o teve pela clara referência feita ao facto na Carta de Doação do Condado ao 2.º Condestável do Reino, D. Nuno Álvares Pereira, a 1 de Julho de 1384, e ainda por figurar como tal no contrato de casamento da Infanta D. Beatriz, herdeira de Portugal, com o Rei D. João I de Castela, pelo Tratado de Salvaterra de Magos de 2 de Abril de 1383.

### Assassinato
Como D. Leonor receasse as consequências do escândalo que estava dando, aconselhou o Conde a que mandasse vir da Galiza sua mulher, Maior Fernandes de Moscoso (em castelhano:  "Mayor Fernández de Moscozo"), e, mal ela chegou, cumulou-a de distinções a que esta se mostrava muito grata. Porém, todos sabiam que se não iludia com os motivos daqueles afagos. 
Mantiveram o romance quando o rei português já se encontrava muito doente e se começava a colocar o grave problema da sucessão (Crise de 1383-1385), em que a Rainha viria a apoiar o lado Castelhano e a sua filha, D. Beatriz. Ao ficar D. Leonor Regente do Reino, depois da morte de D. Fernando I, perdeu todo o decoro e o seu procedimento tornou-se ao máximo escandaloso. Os amores de Andeiro com a rainha e a sua ligação ao Partido Castelhano explicam o seu assassinato, em 1383, pelo Mestre de Avis, que chefiava uma das facções na sucessão ao trono, o Partido Nacionalista.

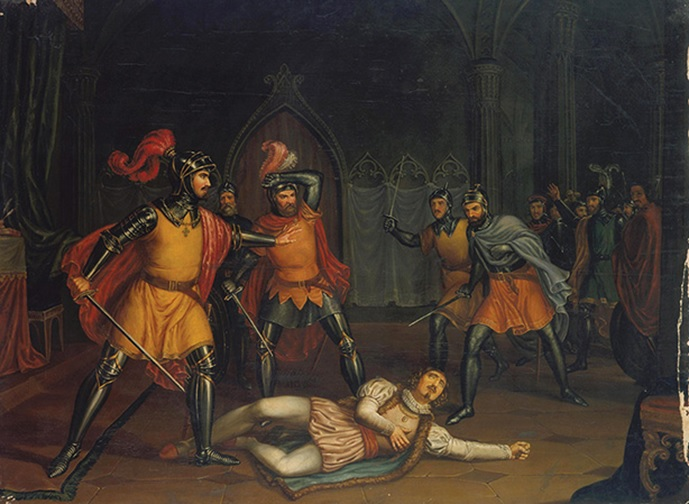
Morte do Conde Andeiro, Museu Nacional de Soares dos Reis, Porto

A nobreza, receosa de perder seus privilégios com a entrega do Reino aos Castelhanos, decidiu apoiar a manobra inglesa para pôr D. João no trono. Este, pouco após a morte do Rei, fora nomeado Fronteiro de Entre-Tejo e Guadiana ou do Alentejo, mas a breve trecho regressou e, a pretexto de certos negócios, foi ao Paço, falou com a Rainha e depois com o Conde, e então o matou.
Após o assassinato, a 7 de Janeiro de 1384, D. João apressa-se e doa a Rodrigo Anes de Barbuda o Reguengo de Colares, «assy como o tjnha Joham ferrnandez andeiro»; a 15 de Abril de 1384, doa a Fernão Vasques de Arrochela as rendas e direitos de Porto de Mós; e a 24 de Junho de 1384, doa a Álvaro Gonçalves de Azevedo os celeiros de Alvaiázere, como os tinha o Conde de Ourém, seu sogro.

### Casamento e descendência
Segundo alguns autores, casara-se duas vezes na Galiza.
De sua mulher, Maior, já viúva de Fernão Bezerra, teve um filho e quatro filhas:
- Rui Anes (de) Andeiro ou Rui (de) Andeiro, que foi pajem d'el-rei de Castela, solteiro e sem geração;
- Sancha Anes (de) Andeiro ou Sancha (de) Andeiro, casada com Álvaro Gonçalves de Azevedo, com geração feminina;
- Teresa Anes (de) Andeiro ou Teresa (de) Andeiro, casada c. 1395 com D. Pedro da Guerra, filho natural do Infante D. João de Portugal, Duque de Valência de Campos, filho de D. Pedro I de Portugal e de D. Inês de Castro, com geração;
- Isabel Anes (de) Andeiro ou Isabel (de) Andeiro, mulher de Fernando Álvares Osório, filho de Álvaro Pires Osório, em Castela;
- Inês Anes (de) Andeiro ou Inês (de) Andeiro, morreu sem estado na Galiza.

Poderão ainda ter sido os pais de Brites Sanches (de) Andeiro ou Brites (de) Andeiro, mulher de Diogo Fernandes de Almeida, com geração unigénita, pais do 1.º Conde de Abrantes (segundo alguns).